# Jan Boecksent

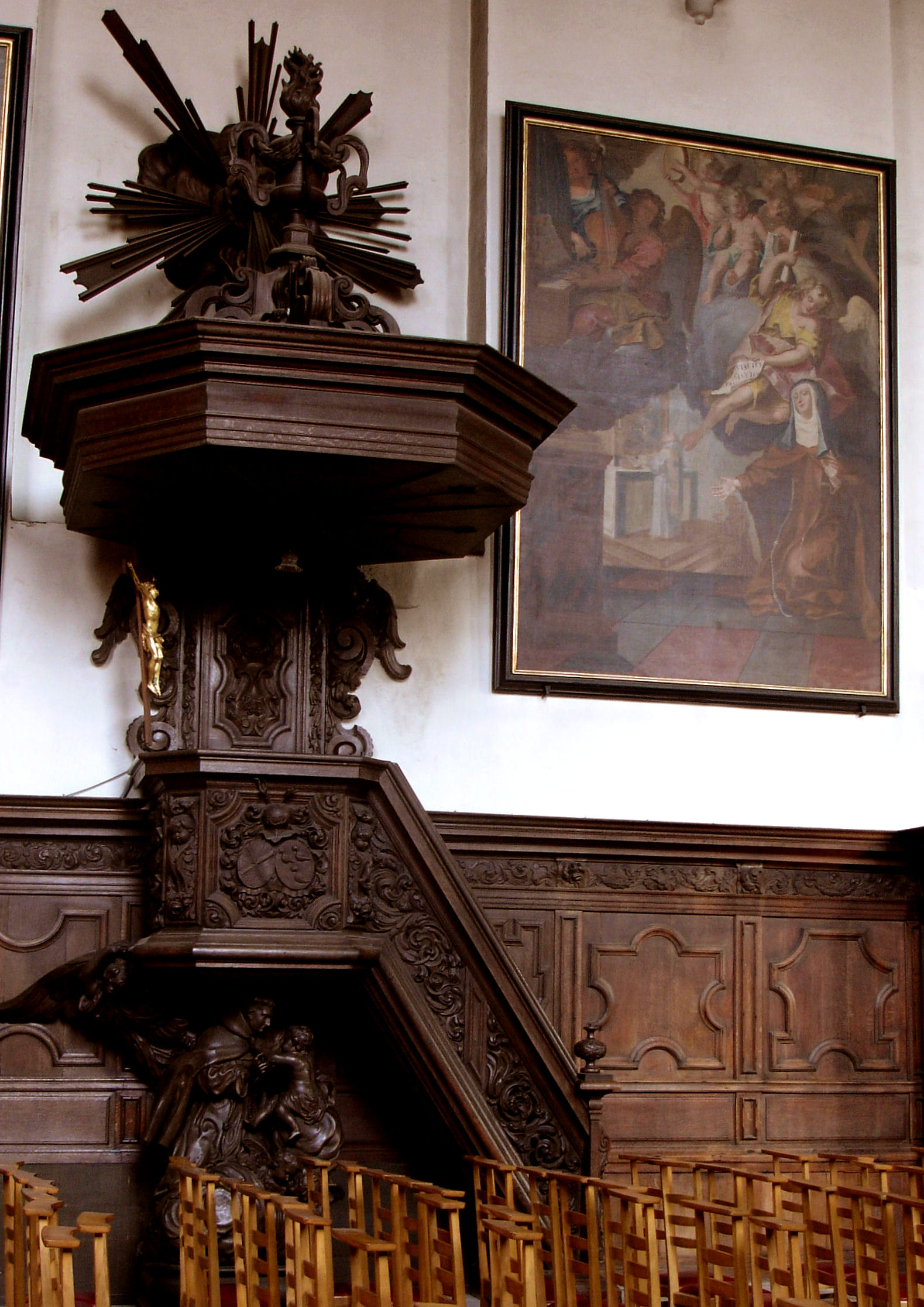
Preekstoel van de minderbroeders, collegekapel Sint-Niklaas

Joannes (Jan) Boecksent (22 oktober 1660 – 9 april 1727) was een Vlaams beeldhouwer uit het bisdom Gent.
Boecksent ontving zijn vorming bij meester Petrus Verbruggen. Als monnik trad hij in het recolettenklooster in Gent, waar hij ook overleed. Van Cleef schilderde een portret van hem, dat in de academie bewaard werd.

## Werken
- Evangelist, Abdij van Sint-Pieters, koepel[3]
- Houtsnijwerk, minderbroederskerk Sint-Niklaas
- Tombe van Philippus Erardus van der Noot, kathedraal